# Samuel Prescott Bush
Samuel Prescott Bush (4. října 1863 – 8. února 1948) byl americký průmyslník.
Byl otcem amerického senátora Prescotta Bushe, praotcem 41. amerického prezidenta George H. W. Bushe a pradědem 43. amerického prezidenta George W. Bushe.

## Život
Samuel Prescott Bush se narodil v East Orange, New Jersey, byl synem reverenda Jamese Smith Bushe (1825-1889) a Harriet Fay (1829–1924). Rané dětství prožil s rodinou v New Jersey, ale většinu svého dospělého života strávil v Ohiu. 20. června 1894 se oženil s Florou Sheldon a počali spolu pět dětí: Prescotta, Roberta (zemřel jako dítě), Mary (Mrs. Frank) House, Margaret (Mrs. Stuart) Clement a Jamese. Jeho žena Flora Sheldon zemřela 4. září roku 1920 při autonehodě. O několik let později se Samuel oženil s Marthou Bell Carter. Byl popisován jako strohý a šetrný, spíše chladný muž, ale se silným smyslem pro sociální povinnost.

## Kariéra

### Stevens Institute of Technology
Svůj akademický život prožil Samuel Prescott Bush v Hobokenu v New Jersey, kde studoval business na Stevens Institute of Technology a také byl reprezentantem úspěšného školního fotbalového týmu, jednoho z nejstarších v USA. Stevens Institute of Technology je pojmenován po rodině Stevensů, která ve velké míře přispěla k budovaní města Hoboken, které se z chudého farmářského města vyvinulo ve velmi prosperující město. Univerzita otevřela své brány roku 1870, tudíž jen krátce poté, co se Samuel Prescott Bush narodil. Univerzitě přinesly velkou slávu i úspěchy jejích absolventů, přičemž dokonce dva z nich získali Nobelovu cenu. Frederick Reins za fyziku v roce 1995 a Irving Langmuir za chemii v roce 1932. Mezi další významné absolventy univerzity patří například Charles Stewart Mott, spoluzakladatel General Motors Company, nebo také Leon Febres Cordero, prezident Ekvádoru v letech 1984 až 1988.

### Průmysl
Samuel P. Bush studoval business na Stevens Institute of Technology v Hobokenu, New Jersey. V 90. letech nastoupil do práce v společnosti Pennsylvania Railroad v Columubus, Ohio, pak pokračoval za úspěšnou kariérou v železničním podnikání do společnosti Chicago, Milwaukee and St. Paul Railroad jako vrchní dozorce. V roce 1901 se stal generálním manažerem Buckeye Steel Casting Company, kterou tehdy vedl Frank Rockefeller, bratr ropného magnáta Johna D. Rockefellera. Po jeho odchodu do důchodu v roce 1908 se Samuel P. Bush stal ředitelem a na této pozici setrval až do roku 1927. Společnost samotná byla roku 1967 spojena s Worthington Industies přes akvizici, roku 1999 byla prodána, roku 2002 zanikla, později však byla obnovena díky iniciativě průmyslníka Dona Malenicka a dnes působí pod názvem Columbus Castings. V roce 1918, kdy se USA připravovalo na vstup do 1. světové války, byl bankéř Bernard Baruch, poradce prezidenta Woodrowa Wilsona ve sféře obrany a bezpečnosti, požádán o reorganizaci válečného průmyslu a byl jmenován předsedou War Industires Board. Bushe dosadil na pozici náčelníka arzenálu, ručních zbraní a sekce munice. Byl první prezident Ohio Manufacturers Association a spoluzakladatel Scioto Country Club a Columbus Academy. Skutečnost, že se vypracoval z pozice učně-mechanika na ředitele společnosti, ukazuje jeho příznačný smysl pro povinnost a práci. V Buckeye Steel byl znám především svým sociálním zájmem, aplikováním nových metod managementu, benevolentním paternalismem vůči svým pracovníkům, z kterých mnozí byli afroamerického původu.

### Politika
Začátkem 1. světové války byl Samuel P. Bush požádán, aby se stal členem Výboru vojenského průmyslu (War Industries Board), jelikož v té době už byl významným průmyslníkem. Zde zastával funkci ředitele divize vybavení, kování, zbraní, atd. Jeho asistentem byl Edward N. Morse.

## Rodina
Potomci Samuela P. Bushe zanechali hlubokou stopu v moderních lidských dějinách. Počínaje jeho synem Prescottem Bushem, který se proslavil jako bankéř, politik a později také jako senátor, přes vnuka George W. H. Bushe, 41. prezidenta USA a pravnuka George W. Bushe, 43. prezidenta, a jeho bratra Jeba Bushe, který také kandiduje na post prezidenta USA.

### Bushovská dynastie
V roce 1920, kdy Prescott Bush přijel do Massachusetts, by nikdo neřekl, že to bude začátek jedné z nejvlivnějších a nejrepublikánštějších rodin v Americe. Jeho nevlastní otec George Herbert Walker, který byl vlivný a mocný finančník, byl také věrným republikánem. Herbert Walker vybudoval jednu z nejmocnějších finančních společností na americké Wall Street, G.H. Walker & Co., dnes součást Merill Lynch, spravující aktiva Bank of America, a stal se republikánským senátorem státu Connecticut. Syn Prescotta Bushe, George H. W. Bush zdědil velkou sumu dolarů od Walkerova syna Prescotta. Bez Walkerových peněz a finančních úspěchů by se tato vlivná dynastie dvou amerických prezidentů možná nikdy nezrodila. Obě rodiny, Bushovské i Walkerovské přišly do státu New England ještě před Americkou revolucí. Bushovi zbohatli na strojírenské firmě v Ohiu, jejímž prvním prezidentem byl právě Samuel Prescott Bush na rozdíl od Walkerovské rodiny, jejichž finanční úspěchy rostly ve státě Missouri. Propojení těchto dvou rodin navždy nastalo svatbou Dorothy Walkerové a Prescotta Bushe. Bushovi měli své vlastní bohatství. Samuel Prescott Bush, který vedl několik strojírenských podniků, si rád užíval své peníze a vedl život plný luxusu, ale věřil v to, že jeho děti si dokážou peníze a bohatství vytvořit vlastními silami alespoň tím, že budou navštěvovat prestižní Yale. Jeho syn Prescott Bush řekl: Můj otec mě nebyl schopen podporovat, měl skromný příjem, ale já jsem to od něj nevyžadoval, proto jsem opustil právo. Smrt jeho matky ho hluboce zasáhla a o této události se ve společnosti velmi málo mluvilo. Samuel byl po smrti manželky velmi osamělý, a proto se Prescott rozhodl odejít do Columbusu, aby svému otci pomáhal. Jeho úspěchy a pády zformovaly charakter Bushovské dynastie. Jeho bouřlivá kampaň, jeho boj proti vlastní straně, to vše se odrazilo v kampani obou budoucích prezidentů Spojených států amerických. Všichni Bushovi měli v hlavách zakořeněnou velkou politickou loajalitu a přístupnost k široké veřejnosti. Pár let byl Prescott Bush moderátorem městského zasedání v Greenwichi. To byl odrazový můstek do vyšší politiky. Už v těchto letech začaly Bushovi silně finančně podporovat republikánskou politickou stranu a tím si získávali respekt.

## Smrt
Samuel P. Bush zemřel 8. února 1948 ve věku 84 let v Columbusu v Ohiu. Pochován je na hřbitově Green Lawn Cemetery v Columbusu.